# رالف مودي
رالف مودي (بالإنجليزية: Ralph Moody) هو مالك فريق ناسكار ‏ أمريكي، ولد في 10 سبتمبر 1917 في تونتون في الولايات المتحدة، وتوفي في 9 يونيو 2004 في موريسفيل في الولايات المتحدة.